# الدوري الإيطالي 1954–55
الدوري الإيطالي الدرجة الأولى 1954–55 (بالإيطالية: Serie A 1954-1955)‏ هو موسم من الدوري الإيطالي الدرجة الأولى. أقيم خلال الفترة 19 سبتمبر 1954 وحتى 19 مايو 1955، وفاز فيه إيه سي ميلان.